# Careproctus albescens
Careproctus albescens és una espècie de peix pertanyent a la família dels lipàrids.

## Descripció
- Fa 23 cm de llargària màxima.
- És rogenc.[6]

## Hàbitat
És un peix marí i batidemersal que viu entre 600 i 1.460 m de fondària.

## Distribució geogràfica
Es troba a l'Atlàntic sud-oriental: des de Namíbia fins a cap de Bona Esperança (Sud-àfrica).

## Observacions
És inofensiu per als humans.